# Иосиф VI Эммануэль II Томас
Мар Иосиф VI Эммануэль II Томас (8.08.1852 г., Алькаш, Ирак — 21.07.1947 г., Мосул, Ирак) — епископ Сиирта с 4 сентября 1890 года по 9 июля 1900 года, архиепископ Багдадский и патриарх Вавилона Халдейского Халдейской католической церкви с 9 июля 1900 года по 21 июля 1947 года.

## Биография
Иосиф Эммануэль Томас родился в 8 августа 1852 года в Ираке. После обучения в иезуитской семинарии в Бейруте был рукоположён 10 июля 1879 года в священника.
4 сентября 1890 года Иосиф Эммануэль Томас был назначен епископом Сиирта. 24 июля 1892 года был рукоположён в епископа. 9 июля 1900 года Святейший Синод Халдейской католической церкви избрал Иосифа Эммануэля Томаса патриархом Вавилона Халдейского. Взял себе имя Иосиф VI Эммануэль II.
Умер 21 июля 1947 года в Мосуле.